# (1567) Alikoski
(1567) Alikoski – planetoida należąca do zewnętrznej części pasa głównego asteroid okrążająca Słońce w ciągu 5 lat i 276 dni w średniej odległości 3,21 au. Została odkryta 22 kwietnia 1941 roku w Obserwatorium Iso-Heikkilä przez Yrjö Väisälä. Nazwa planetoidy pochodzi od Heikki Alikoskiego, fińskiego astronoma. Przed nadaniem nazwy planetoida nosiła oznaczenie tymczasowe (1567) 1941 HN.